# Aleksandar Žiljak
Aleksandar Žiljak (n. 19 iunie 1963, Zagreb, Republica Socialistă Croația, RSF Iugoslavia) este un scriitor croat de literatură științifico-fantastică (steampunk, cyberpunk) și de literatură fantastică, precum și ilustrator. A câștigat cinci premii croate SFERA. În 2006, împreună cu Tomislav Sakic a editat Ad Astra, o antologie de  povestiri SF croate din perioada 1976-2006, considerată cea mai bună și completă antologie de știinifico-fantastic din Croația. Este co-editor al revistei literare croate SF Ubiq, pe care o editează bi-anual împreună cu Tomislav Sakic. Žiljak este membru al Asociației Artiștilor Independenți din Croația (în croată Hrvatske Zajednice Samostalnih Umjetnika, HZSU).

## Biografie
În 1990 a absolvit Facultatea de Electrotehnică a Universității din Zagreb când a obținut masteratul în Informatică. După absolvire, a lucrat ca profesor de liceu, iar din 1997 a fost un artist independent (ilustrator care publica în revista Sirius). A debutat cu povestiri de groază. Din 1991, a scris și publicat câteva povestiri  și romane fantastice, dintre care Slijepe ptice (Păsări oarbe), Prvi let (Primul zbor) și Hladni dodir vatre (Atingerea rece a focului) au primit premiul SFERA, precum și două scenarii de film.
Žiljak este câștigătorul a cinci premii SFERA, trei pentru cea mai bună povestire și două pentru cea mai bună ilustrație. Povestirea sa „O seară în cafeneaua orașului, cu Lidia în minte” (An Evening In The City Coffeehouse, With Lydia On My Mind) a fost inclusă în The Apex Book of World SF (2009).

## Lucrări scrise
- Vecer u Gradskoj, s Lidijom u mislima (povestire, 1999)
- Slijepe ptice (Păsări oarbe), Editor Darko Macan, editura Mentor, Biblioteka Sfera 2003 
  - Slijepe ptice, povestire, republicată în AD ASTRA, antologija hrvatske znanstvenofantastične novele 1976, 2006
  - Djeca Sunca, povestire
  - Kasja, povestire
  - Ultramarin!, nuvelă
  - Oči od opala, nuvelă
  - Na kraju, eseu

În 2003 a publicat o carte de popularizare a științei cu ilustrații, Criptozoologia, sub pseudonimul  Karl S. McEwan.
- What Colour Is the Wind (2004)
- Footprints on the Beach (2011)
- The Dead (2012)
- Argosy (2013)
- Partizanka (2019)
- Aleta iz nedjelje (tradusă în engleză ca Aleta from Sunday, 2017)
- Dni Orgonu (tradusă în engleză ca Days of Orgone, 2013)
- Rumiko (2012)

## Legături externe
- Aleksandar Žiljak la isfdb.org

## Vezi și
- Științifico-fantasticul în Croația
- Listă de scriitori croați
- Listă de autori de literatură științifico-fantastică
- Listă de autori de povestiri